# 希慎興業
希慎興業有限公司 （英語：Hysan Development Company Limited），簡稱希慎，是香港一間地產商，在香港联合交易所上市。主要業務是物業投資、管理及發展。由於公司是以在香港著名商業區銅鑼灣發展樓宇及酒店起家，公司現時的物業亦多數位處該地，故有「銅鑼灣地王」之稱。公司在香港註冊。
希慎興業的上市首日在1981年9月18日。希慎興業前稱，傳媒譯為軒尼詩興業或興利建設。

## 歷史

### 前身
希慎興業是以20世紀早期香港鴉片大王利希慎命名。
利氏家族的利希慎置業是香港老牌的地產商，早在1920至1930年代已是銅鑼灣的大業主，戰後更開闢利園山，先後建成波斯富街、利園山道、恩平道、新會道、新寧道上的許多住宅樓宇。

### 希慎興業
1981年9月，香港股市牛氣沖天，恆生指數第二度衝破1,700點大關，利氏家族將位於銅鑼灣的5幢收租物業，包括希慎道1號、禮頓中心、興利中心、新寧大廈及新寧閣等組成希慎興業有限公司，並在香港上市，集資5億港元。當時，希慎興業可謂一家純地產收租公司，擁有出租物業約123萬方呎。
希慎興業，前稱，最初只是利希慎家族的利希慎置業的子公司，用作開發興利中心（英語：Hennessy Centre）之用，但家族將三家子公司（禮頓發展、新寧地產、Avenue）注入Hennessy Development，連同Hennessy Development本身擁有的Kwong Wan，使之變成擁有5幢收租物業的集團。在上市之前，利希慎家族已經出售25%希慎興業股權予他人，而上市則進一步增大少數股東的比例。
希慎興業當年上市，在市場上曾引起一些猜測，因為利家向來作風保守，極少容許外人「分享」祖業，即使在70年代初期股市瘋狂時，利家也沒有上市套現的想法。但踏入80年代，情形卻有了轉變，除上市集資外，還多次出賣物業，如銅鑼灣恩平道一些舊樓，就從利家轉到其他發展商名下。當時有人懷疑利氏家族在轉移風險，但執掌家族生意的利銘澤生前一直極力否認，聲明利家仍以香港為根基所在，「每一分錢利潤都留在香港」。或許由於這種猜測，希慎興業上市後股價表現曾長期落後於大市。不過，誰都不可否認希慎興業是一家優質地產公司。其名下擁有的收租資產，全部均為甲級寫字樓和高級住宅，甫上市使贏得「小置地」稱號，1984年更被列為33隻恆生指數成份股之一。
希慎興業上市後，即著力加強旗下的投資物業陣營，向大股東利氏家族購入地產物業及重建發展地盤，計有1984年以4,600萬元購入港島淺水灣寶山閣；1986年以4,500萬港元購入銅鑼灣兩個地盤，發展成今日的友邦中心及禮頓道111號，同年又以8.5億元購入花園台2、3號及樂源道38號柏樂苑；1987年以4.45億港元購入恩平道2至38號及渣甸坊19號等。到80年代末，希慎的銅鑼灣王國已發展至擁有270多萬方呎收租樓面面積，比上市初期增加逾倍。
踏入90年代，希慎興業的投資策略明顯轉趨積極，除繼續擴大集團的土地儲備之外，更展開多項物業重建計劃，包括興建嘉蘭中心（現稱利園二期）、重建利舞臺戲院及利園酒店等，以便用盡土地的地積比率，擴大和鞏固希慎在銅鑼灣的地產王國。利園二期位於銅鑼灣恩平道，是希慎透過收購整條街舊樓地皮重建而成的，於1992年3月落成，樓高31層，樓面面積62萬方呎，是該區的高級商廈，希慎總部就曾設於此。但希慎總部已搬到利園一期。
1991年3月，希慎斥資4.5億港元向大股東利氏家族購入波斯富街99號利舞臺戲院地皮重建為利舞臺廣場，1995年完成，成為毗鄰時代廣場的另一高級購物娛樂中心。該物業70％股權屬希慎興業，另外30％權益由先施公司購入。
1993年，希慎展開利園酒店重建計劃，以配股形式集資12.9億元，由大股東利氏家族行使認股證再集資16億元，以24.5億元向利家購入利園酒店物業，該項重建計劃總投資42億元，計劃發展成大型綜合物業，總樓面面積達90萬方呎。利園重建計劃宏利保險大廈（現稱利園一期）於1997年完成。
1998年，希慎旗下擁有的投資物業已達478萬力呎，實際上已可與中環的置地，尖沙咀的九倉分庭抗禮，稱雄一方。
2009年10月，原董事會主席利定昌突然逝世，終年55歲。希慎委任獨立非執行副主席鍾逸傑爵士出任署理主席。
2010年1月，希慎董事會委任鍾逸傑爵士出任獨立非執行主席。
2010年3月10日，希慎委任執行董事嚴磊輝為新任行政總裁。
2011年，希慎委任利孝和之女利蘊蓮為新任董事會主席，取代鍾逸傑爵士獨立非執行主席。
2012年3月9日，利蘊蓮任希慎執行主席，行政總裁嚴磊輝請辭，職位懸空；原任集團非執董的劉少全，亦獲委任為副主席兼行政总裁。
2016年11月9日，該公司和香港興業合組財團加鋒有限公司（母公司：Strongbod Limited），投得位於露輝路大埔市地段第223號和229號地皮，涉資合共金額為33.93億港元，地段第223號以23.55億港元批出，地盤面積約23.09萬方呎，最高樓面面積約33.61萬方呎。樓面呎價約7,007港元；而地段第229號以10.38億港元批出，地盤面積約11.07萬方呎，最高樓面面積約16.12萬方呎。樓面呎價約6,439港元。項目命名為林海山城

2017年12月21日希慎旗下灣仔半山堅尼地道74至86號竹林苑，獲批建5幢32至36層高（全在7層基座之上）住宅物業，涉及住宅樓面690365方呎。
2021年9月18日，希慎宣佈以35億元人民幣向長實和上海國盛集團及上海達安房產收購上海世紀盛薈廣場的全部股權。

## 主要物業

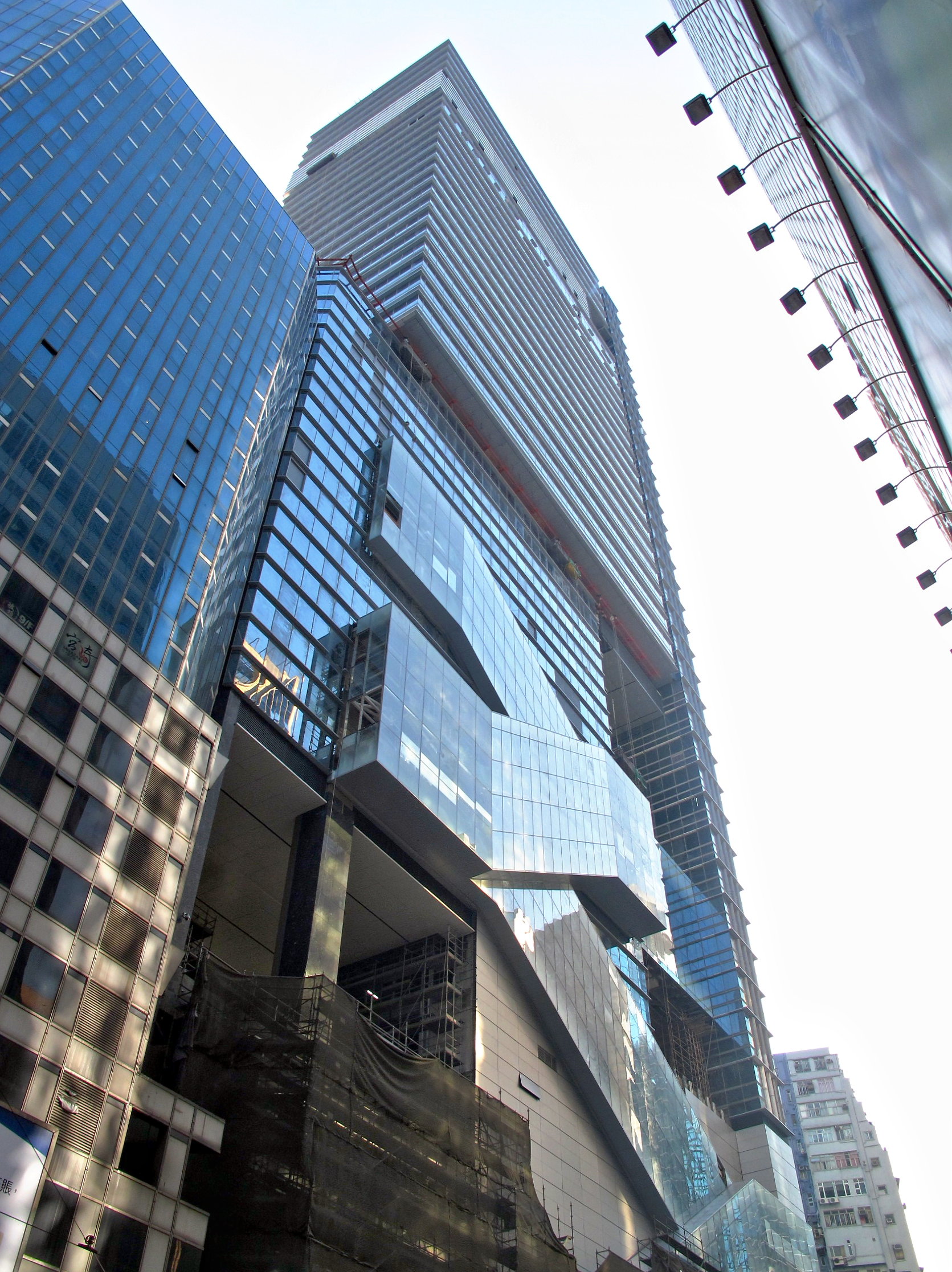
希慎廣場
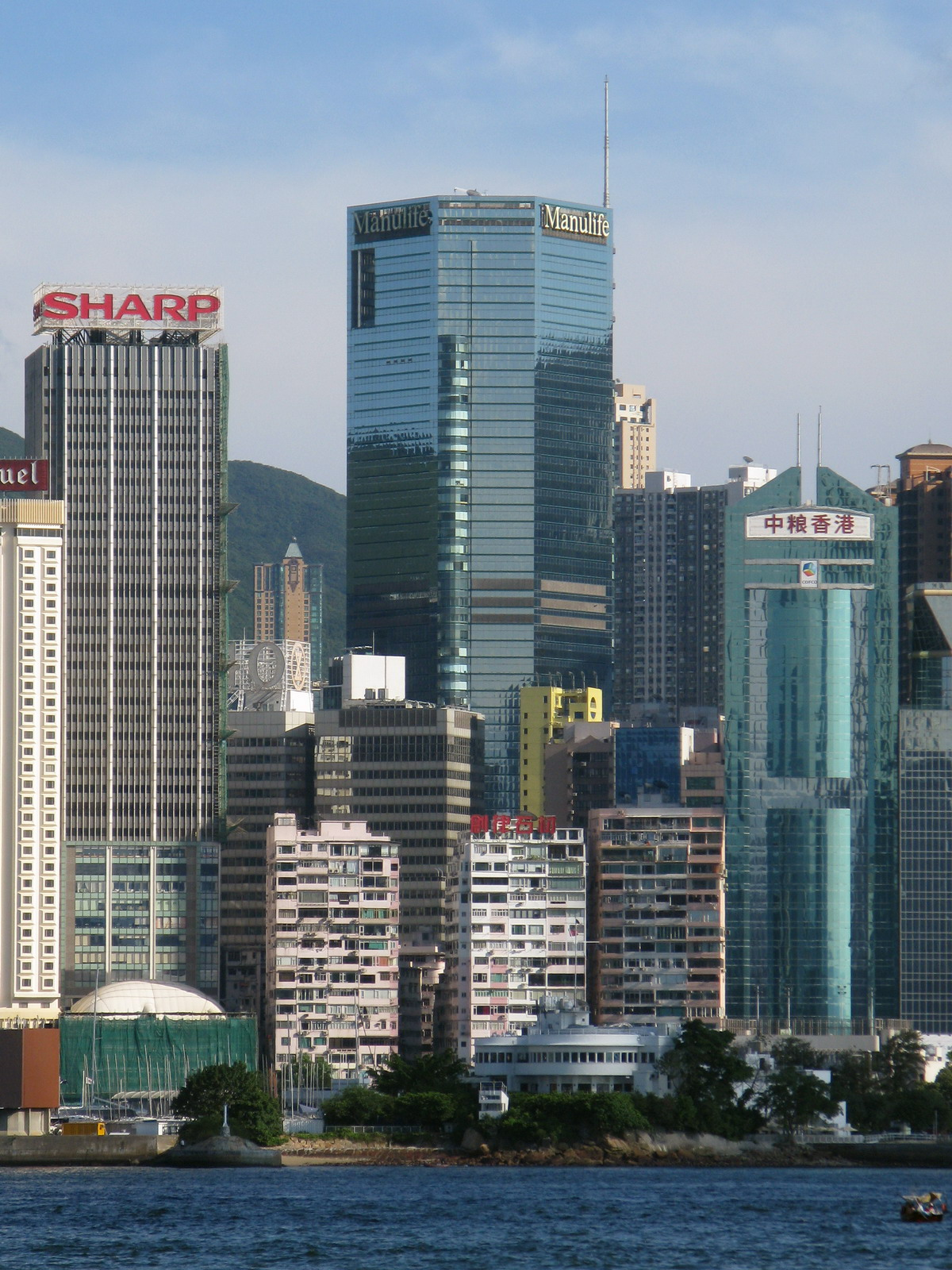
利園一期（圖中最高大廈）
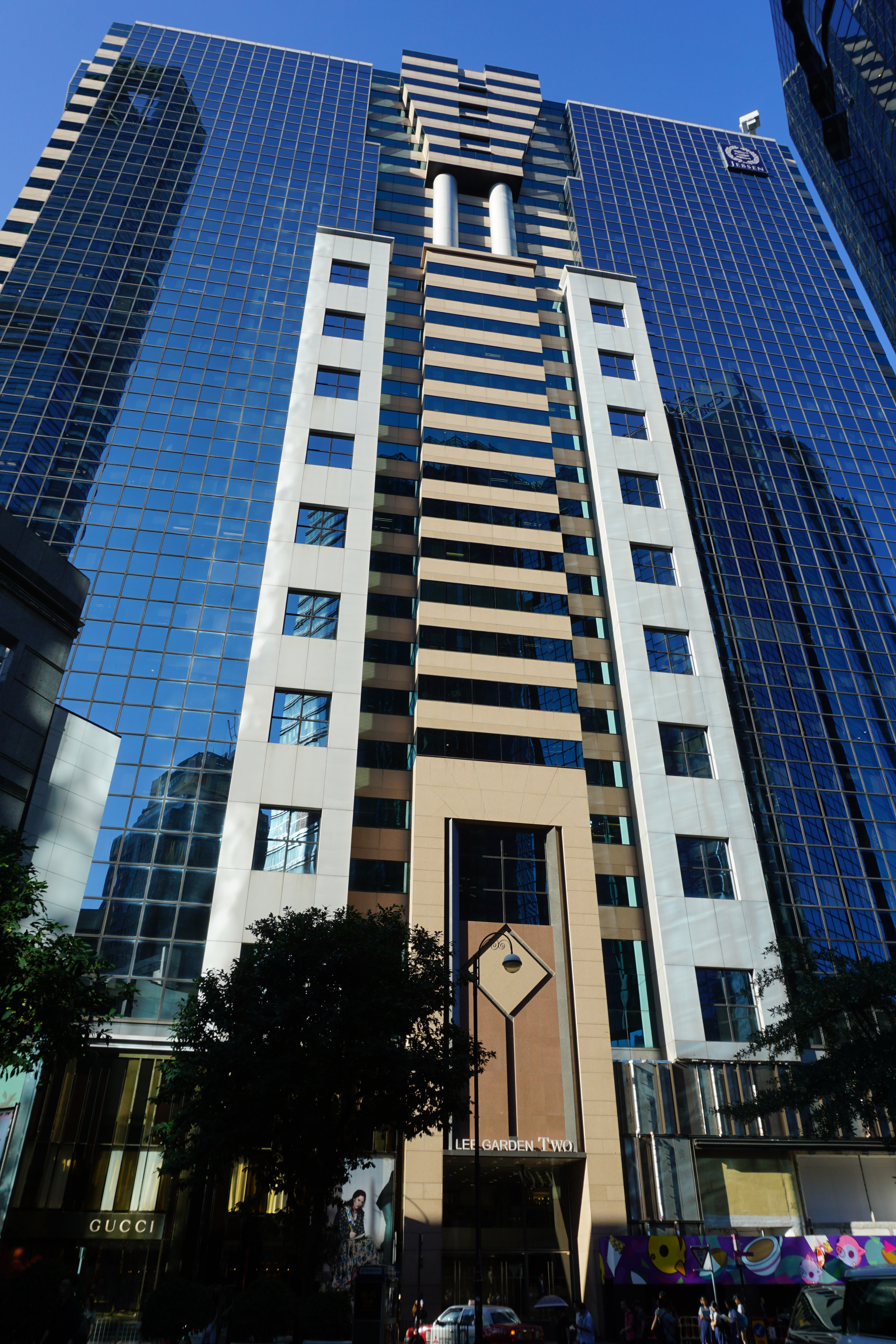
利園二期
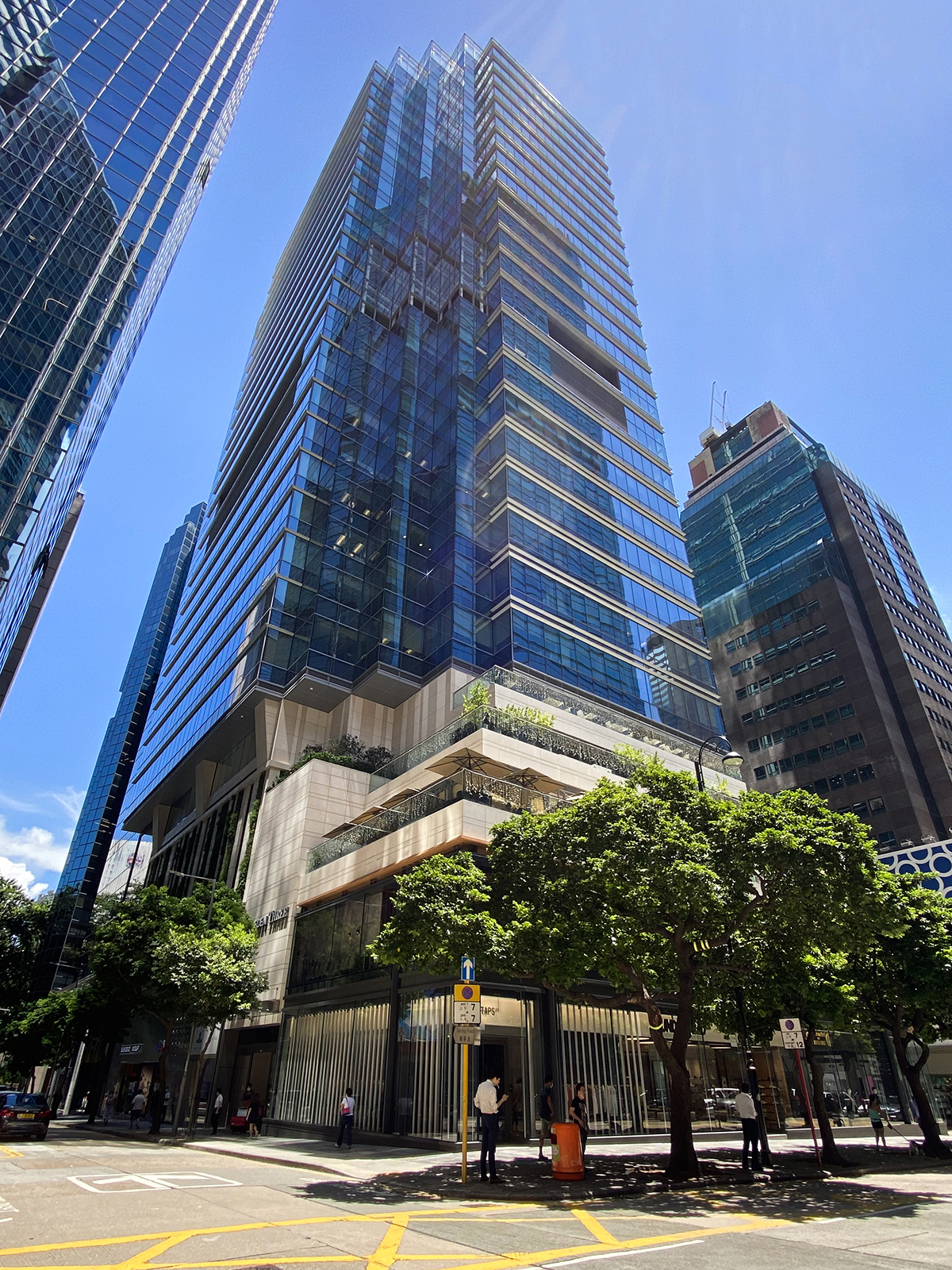
利園三期
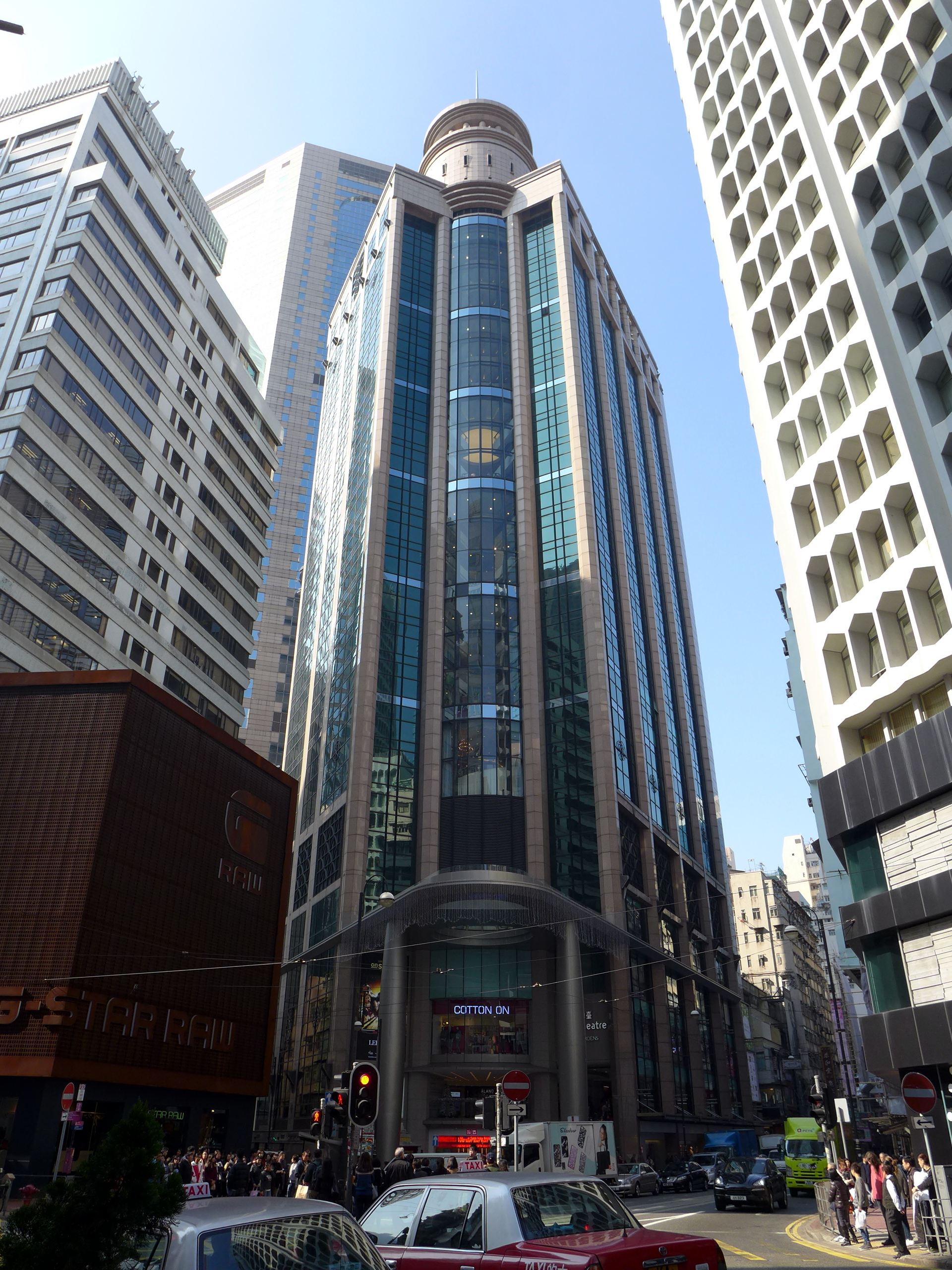
利舞臺廣場
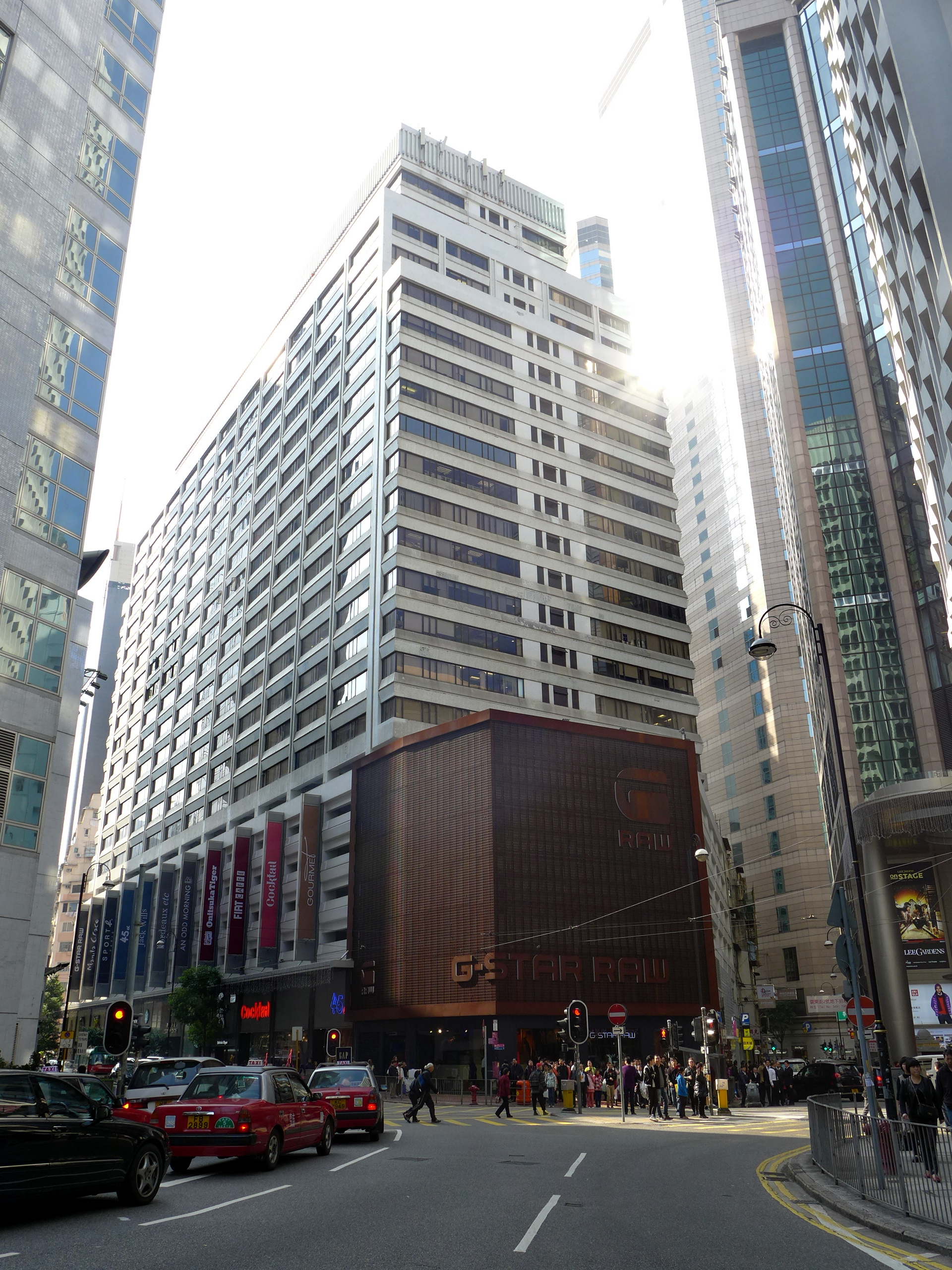
禮頓中心
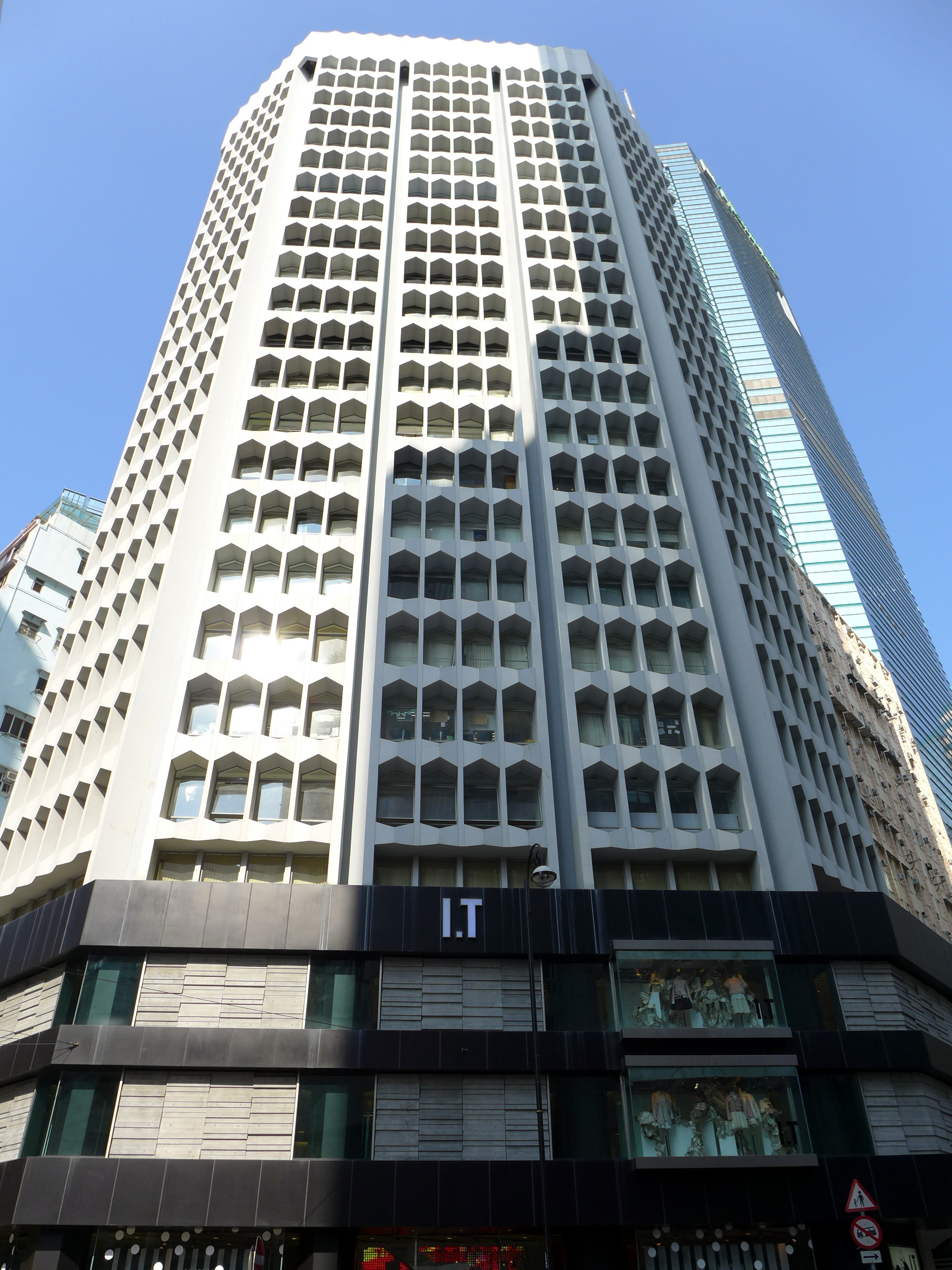
希慎道壹號
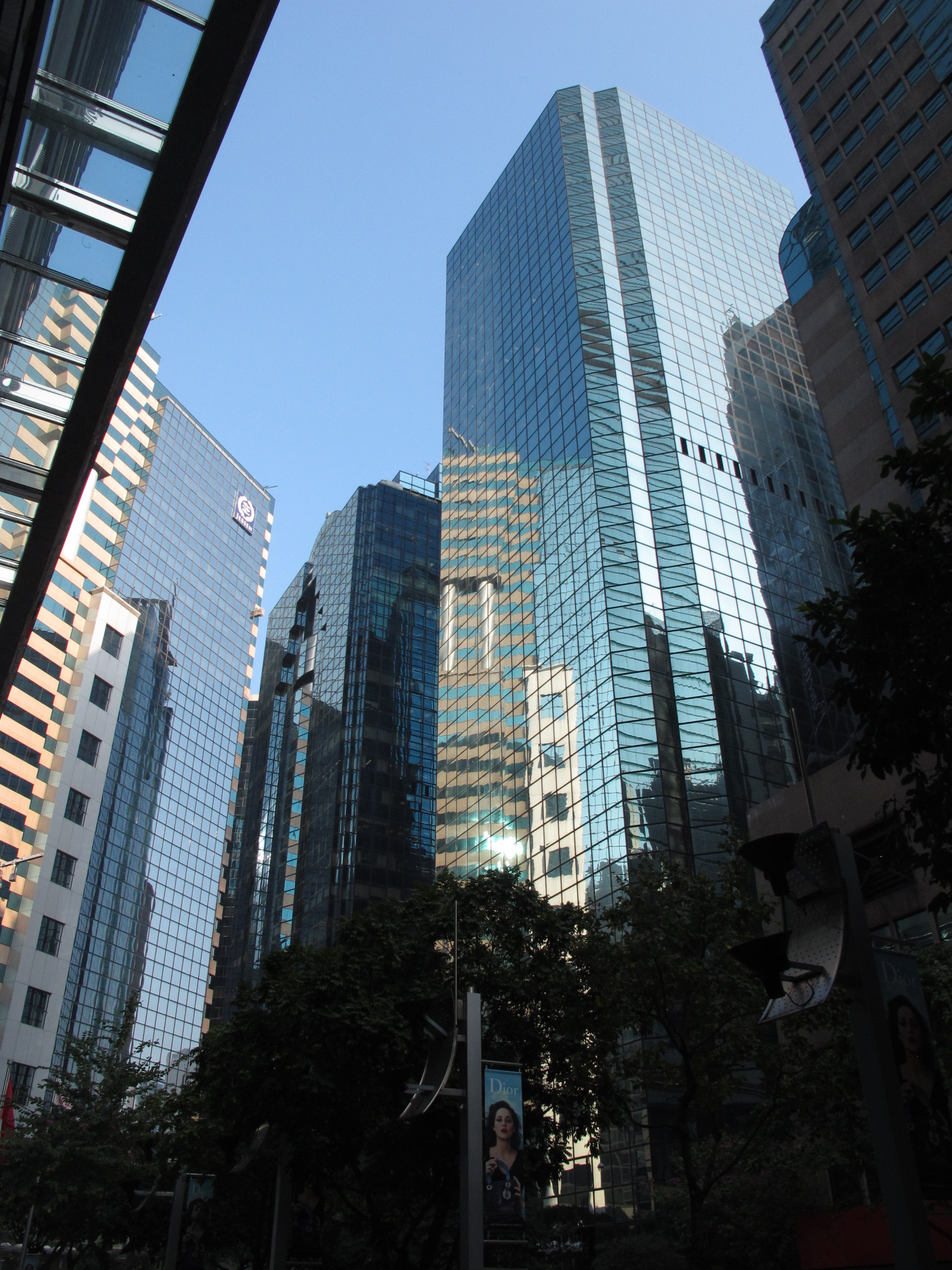
利園五期及已拆卸的新寧大廈
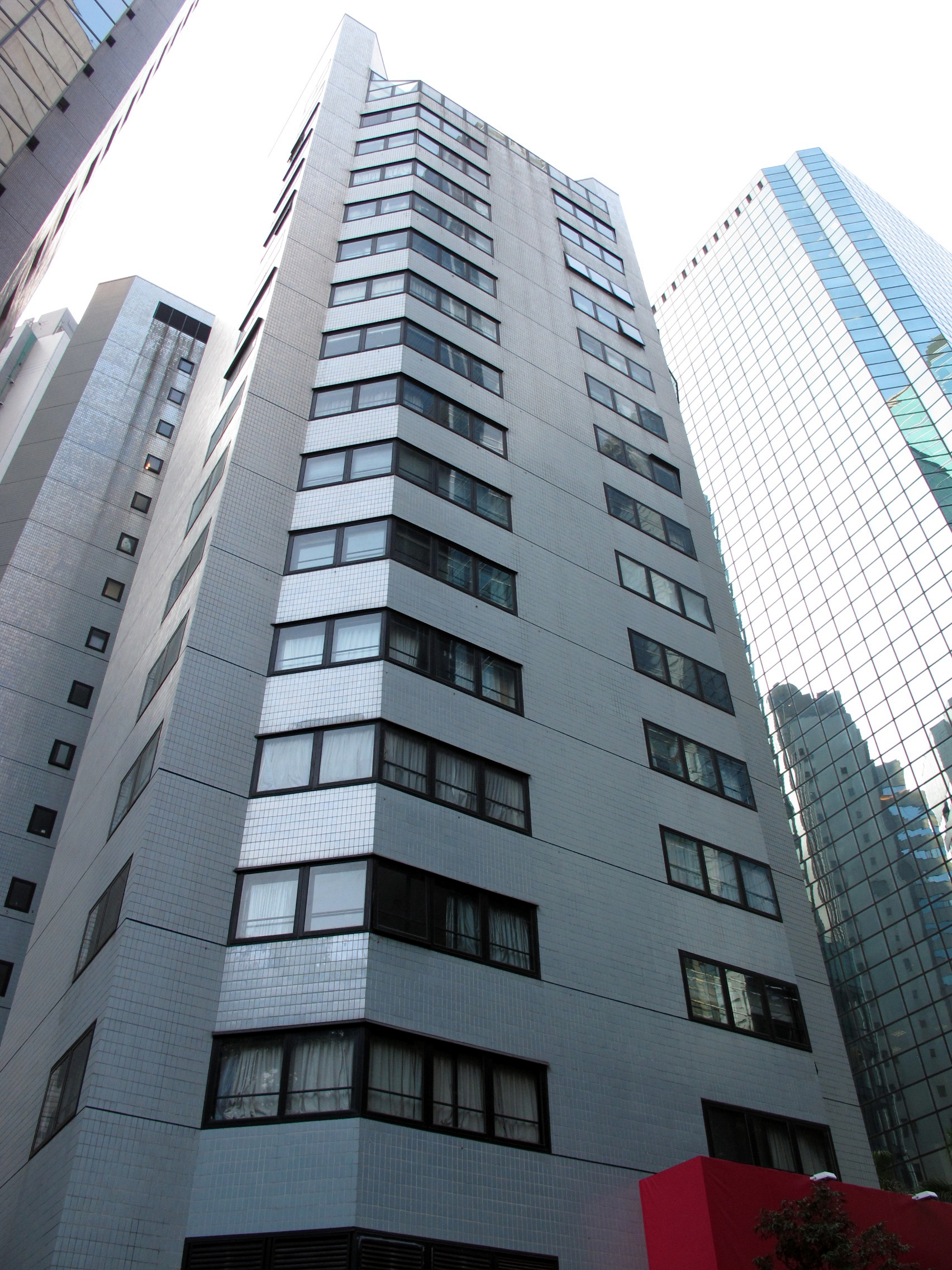
已拆卸的新寧閣

## 住宅物業
- 竹林苑
- 林海山城

## 外部連結
- Hysan.com.hk
- 利園商場網頁 （页面存档备份，存于）
- 利園辦公室網頁 （页面存档备份，存于）
- 竹林苑網頁 （页面存档备份，存于）
- 林海山城網頁 （页面存档备份，存于）